# Ormetica guapisa
Ormetica guapisa là một loài bướm đêm thuộc phân họ Arctiinae, họ Erebidae.